# ARM (НАСА)

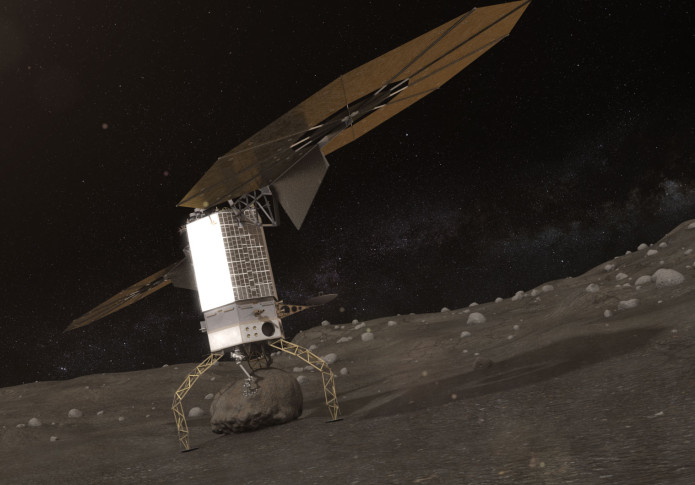

Asteroid Redirect Mission (ARM) или Asteroid Retrieval and Utilization (ARU) — отменённая космическая миссия НАСА. Планировалась на декабрь 2021 года.
Космический аппарат должен был добраться до одного из околоземных астероидов и с помощью роботизированной руки и якоря захватить с его поверхности камень размером несколько метров. Его планировалось приблизить к Земле, после чего его бы посетили и исследовали космонавты на корабле «Орион».
В Конгрессе США важность проекта была поставлена под сомнение, и в 2017 году ему отказали в финансировании.